# Niederachdorf
Niederachdorf ist ein Kirchdorf und ein Gemeindeteil der Gemeinde Kirchroth im niederbayerischen Landkreis Straubing-Bogen.

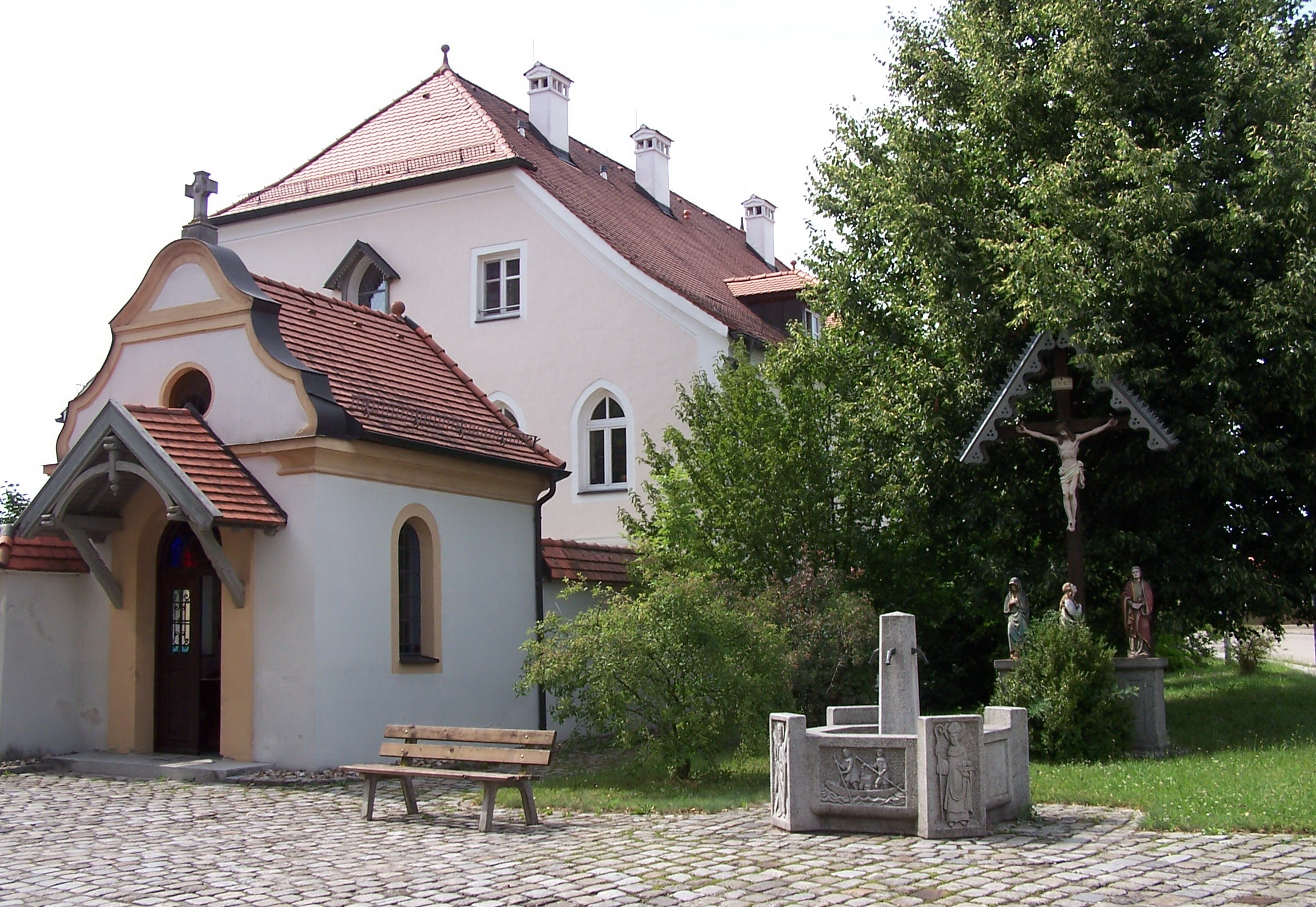
Ehm. Kloster Niederachdorf, Pilgerstraße

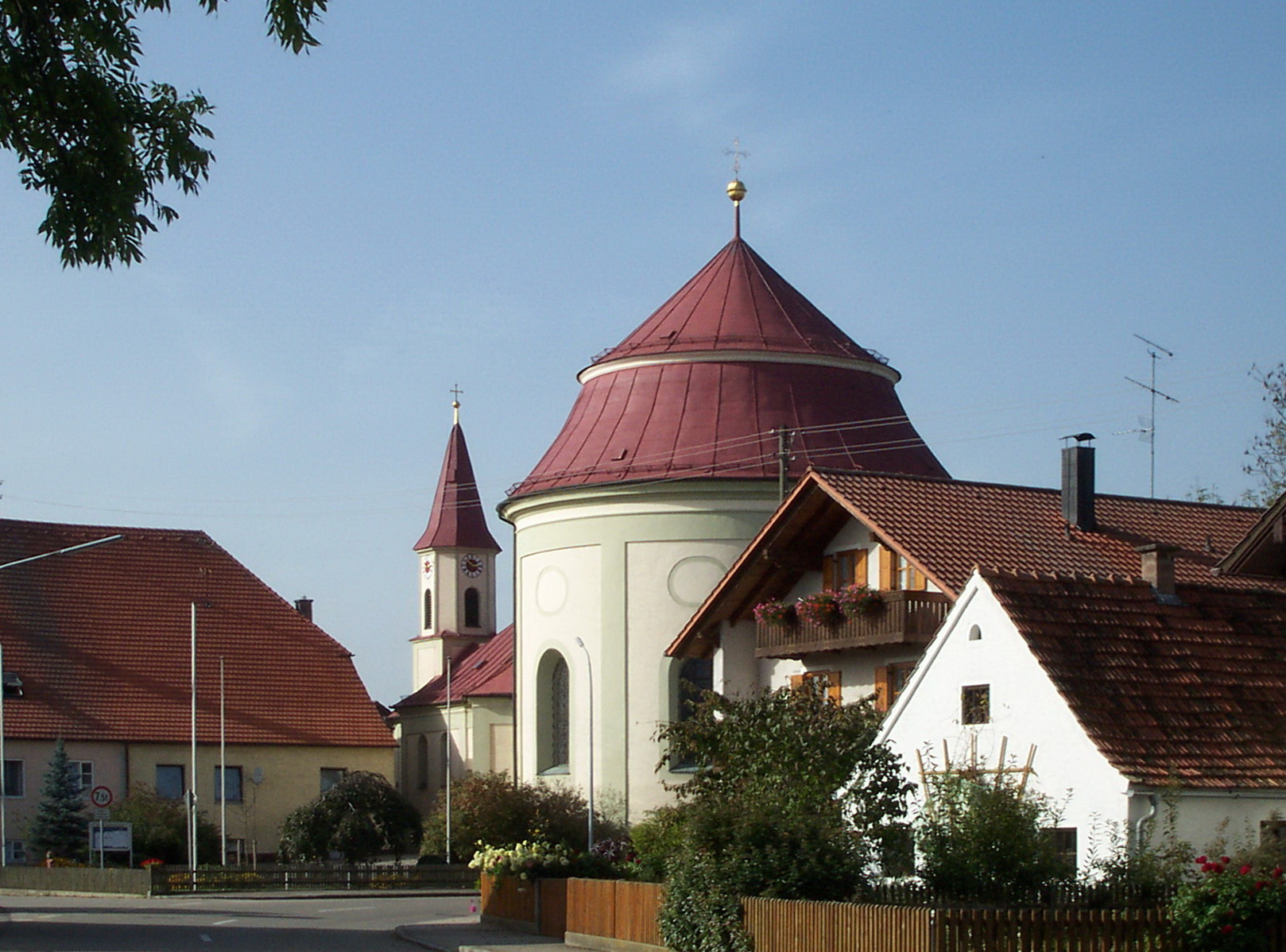
Wallfahrtskirche

## Geografie
Das Dorf liegt im Gäuboden am linken Ufer der Donau und beidseits der Staatsstraße 2125. Die nächstgelegenen Städte sind Straubing und Wörth an der Donau.

## Geschichte
Niederachdorf gehörte im Mittelalter zur Herrschaft Wörth und zum sogenannten Mittergebiet, dem Gebiet des Amtshofs in Stadldorf. 1972 wurde die 1818 durch das bayerische Gemeindeedikt gegründete Oberpfälzer Gemeinde aus dem Landkreis Regensburg nach Niederbayern in den Landkreis Straubing-Bogen eingegliedert. Mit der Gebietsreform in Bayern verlor die Gemeinde Niederachdorf ihre Eigenständigkeit und wurde am 1. Mai 1978 in die Gemeinde Kirchroth eingegliedert. Die ehemalige Gemeinde umfasste neben dem Hauptort Niederachdorf den Weiler Stadldorf und die Einöde Kiefelmauth. Bis mindestens 1900 gehörte auch Auhof zur Gemeinde.

### Wallfahrt
Katholische Wallfahrtskirche Hl. Blut ist eine im Kern romanische Kapelle mit im Jahr 1700 angebauter Rotunde. Die Wallfahrt fand ihren Anfang im Jahr 1700. Jährlich besuchten im frühen 20. Jahrhundert rund 30.000 Menschen aus den Gemeinden der näheren Umgebung wie Pondorf, Hofdorf, Salburg, Kirchroth, Pfatter, Aholfing, Wiesent, Tegernheim, Frauenzell, Brennberg, Rettenbach, Wiesenfelde, Stamsried, Roding und Windberg die Gnadenstätte.
Die Redemptoristen, die seit 1849 die Wallfahrt zum Heiligen Blut in Niederachdorf betreut hatten, wurden 1922 abgelöst von den Brüdern des Maristenordens, die ihre neue Niederlassung in Bayern vorwiegend mit Mitgliedern aus Frankreich besetzten. Von 1922 bis 1931 befand sich hier auch die Hochschule des Ordens. Die Niederlassung musste aufgrund des fehlenden Nachwuchses 1979 aufgelöst werden.

### Einwohnerentwicklung
| Jahr                             | 1840 | 1861 | 1871 | 1875 | 1885 | 1900 | 1925 | 1950 | 1961 | 1970 | 1987 |
| -------------------------------- | ---- | ---- | ---- | ---- | ---- | ---- | ---- | ---- | ---- | ---- | ---- |
| Einwohner Gemeinde Niederachdorf | 276  | 290  | 318  | 286  | 305  | 262  | 261  | 320  | 215  | 217  |      |
| Einwohner Dorf Niederachdorf     |      | 194  | 226  | 202  | 215  | 189  | 200  | 233  | 166  | 174  | 156  |

## Baudenkmäler
- Katholische Wallfahrtskirche Hl. Blut
- Ehm. Maristenkloster

Siehe auch: Liste der Baudenkmäler in Niederachdorf